# Yaginumaella longnanensis
Yaginumaella longnanensis är en spindelart som beskrevs av Yang Y., Tang Y., Kim 1997. Yaginumaella longnanensis ingår i släktet Yaginumaella och familjen hoppspindlar. Inga underarter finns listade i Catalogue of Life.